# XVIII Spadochronowe Mistrzostwa Polski w Formation Skydiving-4 Kruszyn 2014
XVIII Spadochronowe Mistrzostwa Polski w Formation Skydiving-4 Kruszyn 2014 – odbyły się 1–3 października 2014 na lotnisku Włocławek-Kruszyn w Kruszynie. Gospodarzem Mistrzostw była Strefa Zrzutu Fliteclub.pl, a organizatorem Polskie Stowarzyszenie Lotniczo-Spadochronowe VELO, wraz ze strefą zrzutu Fliteclub.pl i WKS Skrzydło. Impreza była zorganizowana w porozumieniu z Aeroklubem Polskim i przy udziale sędziów FAI oraz dofinansowywana ze środków Ministerstwa Sportu i Turystyki. Skoki wykonywano z wysokości 3 050 metrów (10 000 stóp) i opóźnieniem 35 sekund, ze strefowego Let L-410 Turbolet (UA-LAA). Wykonano 10 kolejek skoków, a także kolejkę treningową. 

## Rozegrane kategorie
Mistrzostwa rozegrano w jednej kategorii:
- Formation Skydiving-4.

## Kierownictwo Mistrzostw
- Sędzia Główny – Grzegorz Świerad
- Jeden z członków komisji sędziowskiej – Jan Isielenis.

Źródło: 

## Medaliści
Medalistów XVIII Spadochronowych Mistrzostw Polski w Formation Skydiving-4 Kruszyn 2014 podano za: Lidia Kosk: Wyniki Mistrzostw Polski w Formation Skydiving, lata 1989–2014. [dostęp 2021-02-08]. (pol.). i Sławomir Kasjaniuk: Mistrzowie z Un4Given. lotniczapolska.pl, 2014-10-07. [dostęp 2016-04-21]. (pol.).
| Konkurencja           | Złoto    | Srebro                       | Brąz     |
| Formation Skydiving-4 | Un4Given | Sky4Four Aeroklub Warszawski | No Mercy |

## Wylosowane zestawy figur
Wylosowane zestawy figur XVIII Spadochronowych Mistrzostw Polski w Formation Skydiving-4 Kruszyn 2014 podano za: Jan Isielenis, Archiwum Sekcji Spadochronowej Aeroklubu Gliwickiego, 2014. Brak numerów stron w książce
- I kolejka (4 – L – K – P)
- II kolejka (D – A – 10 – 2)
- III kolejka (8 – J – 22 – E)
- IV kolejka (21 – 19 – 1)
- V kolejka (18 – 6 – N)
- VI kolejka (M – 7 – 13)
- VII kolejka (3 – Q – 11)
- VIII kolejka (5 – 9 – 14)
- IX kolejka (17 – C – O – 16)
- X kolejka (F – H – 15 – G).

## Wyniki
Wyniki Uczestników XVIII Spadochronowych Mistrzostw Polski w Formation Skydiving-4 Kruszyn 2014 podano za: Sławomir Kasjaniuk: Mistrzowie z Un4Given. lotniczapolska.pl, 2014-10-07. [dostęp 2016-04-21]. (pol.). i Jan Isielenis, Archiwum Sekcji Spadochronowej Aeroklubu Gliwickiego, 2014. Brak numerów stron w książce
W mistrzostwach wystartowały 4 zespoły  Polska: 2 drużyny męskie i 2 żeńskie.
| Klasyfikacja – Formation Skydiving-4 | Klasyfikacja – Formation Skydiving-4 | Klasyfikacja – Formation Skydiving-4 | Klasyfikacja – Formation Skydiving-4 | Klasyfikacja – Formation Skydiving-4 | Klasyfikacja – Formation Skydiving-4 | Klasyfikacja – Formation Skydiving-4 | Klasyfikacja – Formation Skydiving-4 | Klasyfikacja – Formation Skydiving-4 | Klasyfikacja – Formation Skydiving-4 | Klasyfikacja – Formation Skydiving-4 | Klasyfikacja – Formation Skydiving-4 | Klasyfikacja – Formation Skydiving-4 |
| ------------------------------------ | --- | ------------------------------------ | ------------------------------------ | ------------------------------------ | ------------------------------------ | ------------------------------------ | ------------------------------------ | ------------------------------------ | ------------------------------------ | ------------------------------------ | ------------------------------------ | ------------------------------------ |
| Miejsce                              | Drużyna | Kolejka                              | Kolejka                              | Kolejka                              | Kolejka                              | Kolejka                              | Kolejka                              | Kolejka                              | Kolejka                              | Kolejka                              | Kolejka                              | Razem                                |
| Miejsce                              | Drużyna | I                                    | II                                   | II                                   | IV                                   | V                                    | VI                                   | VII                                  | VIII                                 | IX                                   | X                                    | Razem                                |
| 1                                    | Un4given Sebastian Dratwa, Marek Nowakowski, Dariusz Filipowski, Bartosz Staśkiewicz, Andrzej Bartłomowicz (kamera)                     | 11                                   | 12                                   | 15                                   | 10                                   | 10                                   | 12                                   | 11                                   | 13                                   | 13                                   | 15                                   | 122                                  |
| 2                                    | Sky4Four Aeroklub Warszawski Zbigniew Kordzikowski, Arkadiusz Szczebiot, Gordon Hodgkinson, Michał Barański, Arkadiusz Wantoła (kamera) | 13                                   | 9                                    | 13                                   | 10                                   | 11                                   | 14                                   | 10                                   | 10                                   | 9                                    | 9                                    | 108                                  |
| 3                                    | No Mercy Maja Ważniewicz, Kinga Komorowska, Iwona Raczkiewicz, Karina Laszuk i Grzegorz Ciesielski (kamera)                             | 7                                    | 6                                    | 10                                   | 6                                    | 6                                    | 9                                    | 8                                    | 6                                    | 8                                    | 9                                    | 75                                   |
| 4                                    | Flysport Chicks Izabela Pilarczyk, Agata Chmielak, Małgorzata Domżała, Karolina Papaj i Konrad Sułowski (kamera)                        | 7                                    | 7                                    | 8                                    | 5                                    | 6                                    | 8                                    | 7                                    | 7                                    | 6                                    | 9                                    | 70                                   |